# Magdalena Turczeniewicz
Magdalena Turczeniewicz (ur. 18 października 1982 w Kędzierzynie-Koźlu) – polska aktorka.

## Życiorys
Ukończyła Szkołę Muzyczną I stopnia w Kędzierzynie-Koźlu (klasa fortepianu). Jest absolwentką II Liceum Ogólnokształcącego im. Mikołaja Kopernika w Kędzierzynie-Koźlu. W 2002 roku ukończyła Studio Aktorskie L’Art w Krakowie, a w 2007 Państwową Wyższą Szkołę Teatralną im. Ludwika Solskiego w Krakowie. W latach 2007–2010 występowała w Teatrze Syrena w Warszawie. Obecnie gra w Teatrze WARSawy.
W swojej serialowej aktywności była obsadzana przede wszystkim w rolach ciepłych, empatycznych kobiet. Na szklanym ekranie zadebiutowała rolą Tatiany Unger w serialu Egzamin z życia (2005–2008). W latach 2012–2014 wcielała się w główną rolę Karoliny Jabłońskiej w serialu pt. Galeria. W 2022 w serialu Bunt! odgrywała rolę Anny Krajewskiej. W kontrze do swojego emploi zagrała Martynę Wysocką, czarny charakter w serialu TVP2 M jak miłość (od 2024).

## Życie prywatne
W latach 2008–2011 mieszkała we Francji. Ma syna Antoniego (ur. 2010).

## Filmografia
| Rok       | Tytuł                   | Rola                                  | Uwagi          |
| --------- | ----------------------- | ------------------------------------- | -------------- |
| 2005–2008 | Egzamin z życia         | Tatiana Unger                         |                |
| 2008      | Wiem, kto to zrobił     | Sylwia Wilk                           |                |
| 2008      | Na dobre i na złe       | Magda Molak                           | odc. 348       |
| 2012–2014 | Galeria                 | Karolina Jabłońska                    |                |
| 2013      | Prawo Agaty             | Magda Bukowska                        | odc. 50        |
| 2014      | Komisarz Alex           | aspirant Kinga Iskierka               | odc. 60        |
| 2015–2017 | Na dobre i na złe       | doktor Sylwia Mróz                    |                |
| 2015      | Król życia              | Grażyna                               |                |
| 2015      | Ojciec Mateusz          | Wiktoria Jaworek                      | odc. 162       |
| 2015      | Prokurator              | Gosia Kielak                          |                |
| 2016      | Komisja morderstw       | Magda Nowakowska                      | odc. 7         |
| 2017      | Druga szansa            | Mokrzycka                             | odc. 45, 50–52 |
| 2017      | Atak paniki             | Agata                                 |                |
| 2019      | W rytmie serca          | Ilona Szymańska                       | odc. 63        |
| 2019      | Motyw                   | Monika Szulc                          |                |
| 2020      | Mały zgon               | psycholog Magda, sąsiadka Sowińskiego |                |
| 2021      | Komisarz Alex           | Eliza Wiśniewska                      | odc. 195       |
| 2022      | Bunt!                   | Anna Krajewska                        |                |
| 2023      | Ojciec Mateusz          | Dorota Kos, żona Andrzeja             | odc. 376       |
| od 2024   | M jak miłość            | Martyna Wysocka                       |                |
| 2024      | Innego końca nie będzie | Anna Ulecka                           |                |

## Role teatralne
- 2007/2008: „Opera za trzy grosze”
- 2008: „Pajęcza sieć” – Pepa
- 2008: „Kram z piosenkami”
- 2008/2009: „Klub hipochondryków” – Gina
- 2008/2009: „Trzewiczki szczęścia” – Princess Lala
- 2008/2009: „Powróćmy jak za dawnych lat”
- 2008/2009: „Won” – Gabi
- 2009: „Momo”
- 2014: „Miłość z dostawą do domu” – Hanna

Źródło: magdalenaturczeniewicz.pl.